# 버트 랭커스터
버튼 스티븐 "버트" 랭커스터(영어: Burton Stephen "Burt" Lancaster, 1913년 11월 2일 ~ 1994년 10월 20일)는 미국의 배우이다.

## 출연 작품
- 1990년 - 아킬레호의 테러 (Voyage Of Terror : The Achille Lauro Affair)
- 1990년 - 오페라의 유령 (The Phantom of the Opera) - 제라르 까리에르 역
- 1989년 - 꿈의 구장 (Field of Dreams) - 문라이트 역
- 1988년 - 로켓 지브랄타 (Rocket Gibraltar) - 레비 록웰 역
- 1986년 - 검은 독수리 (On Wings Of Eagles)
- 1983년 - 로컬 히어로 (Local Hero) - 펠릭스 하퍼 역
- 1980년 - 아틀란틱 시티 (Atlantic City) - 루이 파스칼 역
- 1977년 - 위기의 백악관 (Twilight's Last Gleaming) - 로렌스 델 역
- 1977년 - 카산드라 크로싱 (The Cassandra Crossing) - 맥켄지 대령 역
- 1975년 - 성서의 영웅 모세 (Moses / Moses the Lawgiver) - 모세 역
- 1973년 - 달라스의 음모 (Executive Action) - 페링턴 역
- 1973년 - 스콜피오 (Scorpio) - 제랄드 그로스 역
- 1972년 - 울자나의 습격 (Ulzana's Raid) - 맥킨토시 역
- 1970년 - 에어포트 (Airport) - 멜 베이커스펠드 역
- 1969년 - 집시 나방 (The Gypsy Moths)
- 1969년 - 고성을 사수하라 (Castle Keep)
- 1968년 - 애증의 세월 (The Swimmer) - 네드 메릴 역
- 1966년 - 4인의 프로페셔널 (The Professionals) - 빌 돌워스 역
- 1965년 - 대열차 작전 (John Frankenheimer's The Train) - 폴 라비체 역
- 1965년 - 위스키 전쟁 (The Hallelujah Trail)
- 1964년 - 세븐 데이스 인 메이 (Seven Days In May)
- 1964년 - 전쟁과 사랑 (The Train) - 폴 리비히 역
- 1963년 - 레오파드 (The Leopard / Il Gattopardo)
- 1963년 - 들고양이 (Il Gattopardo) - 프린스 돈 파브리지오 살리나 역
- 1962년 - 버드맨 오브 알카트라즈 (Birdman Of Alcatraz)
- 1961년 - 영 사베지스 (The Young Savages)
- 1961년 - 뉘른베르크의 재판 (Judgment at Nuremberg) - 에른스트 재닝 역
- 1960년 - 엘머 갠트리 (Elmer Gantry) - 엘머 갠트리 역
- 1958년 - 세퍼레이트 테이블 (Separate Tables) - 존 말콤 역
- 1958년 - 조용하고 깊게 출항하라 (Run Silent Run Deep) - 짐 브레드소 대위 역
- 1957년 - OK 목장의 결투 (Gunfight At The O.K. Corral) - 와이어트 어프 역
- 1955년 - 장미 문신 (The Rose Tattoo) - 알바로 맨지아카발로 역
- 1954년 - 베라 크루즈 (Vera Cruz) - 조 에린 역
- 1953년 - 지상에서 영원으로 (From Here to Eternity) - 밀튼 워든 역
- 1952년 - 사랑하는 시바여 돌아오라 (Come Back, Little Sheba)
- 1952년 - 진홍의 도적 (Crimson Pirate) - 벨로 선장 역
- 1950년 - 프레임 앤드 애로우 (The Flame And The Arrow)
- 1949년 - 크리스 크로스 (Criss Cross)
- 1948년 - 살인 전화 (Sorry, Wrong Number)
- 1946년 - 킬러스 (The Killers)